# Choi Jin-cheul
Choi Jin-cheul (kor. 최진철) (ur. 26 marca 1971 w Czedżu), były koreański piłkarz występujący na pozycji obrońcy, reprezentant Korei i zawodnik klubu K-League Jeonbuk Hyundai Motors, w którym grał w latach 1996–2008.